# Kinhin
Kinhin (jap. 経行 kinhin lub kyōgyō) – medytacja w trakcie chodzenia, praktykowana w przerwach pomiędzy długimi medytacjami na siedząco (zazen). 

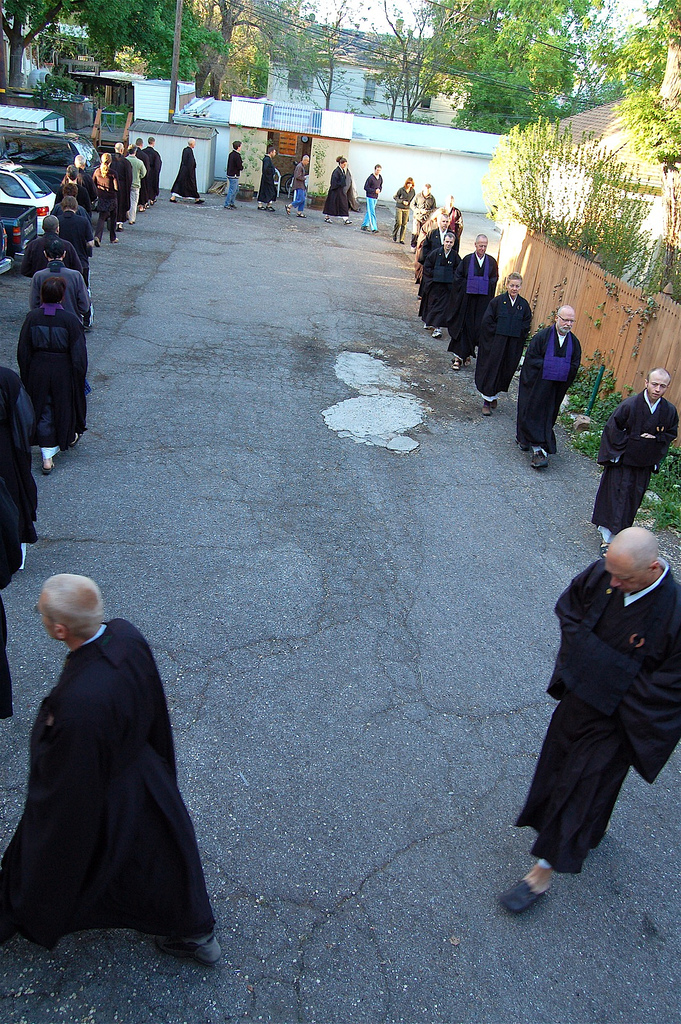
Grupa osób podczas wykonywania kinhin

W zależności od szkoły, chodzenie może być szybsze (np. w rinzai) lub wolniejsze (np. w sōtō). Dłonie są wówczas ułożone w pozycji shashu – jedna na drugiej, przedramiona są równoległe do podłogi. Szczegóły różnią się w poszczególnych szkołach. W tradycji sōtō zen kinhin robi się w taki sposób, iż jeden krok, to przesunięcie stopy o połowę jej długości w trakcie jednego, długiego wydechu. Kinhin trwa zwykle od 5 do 15 minut.
Słowo kinhin (経行) składa się z dwóch znaków: 経 - sutra oraz 行 - m.in. chodzenie, ale także religijną prostotę. 